# David Whittaker
David Whittaker nacido en 1957 en el Reino Unido, es conocido por la composición de numerosas melodías de videojuegos escritas la mayoría en los años 1980 y principios de los 1990. Amigo de otros grandes compositores de melodías de videojuegos de la época como Rob Hubbard y Ben Daglish. Inicialmente fue programador y más tarde se encargó de las producciones musicales. Los primeros programas que llevaron su música fueron diseñados y desarrollados por él mismo, como el Lazy Jones.
Mientras componía la música , a menudo la programaba directamente, incluso sin utilizar ninguna herramienta de composición musical. La plataforma más frecuente de composición fue el Commodore 64, pero donde consiguió mejores resultados fue en el Commodore Amiga. Una gran composición en esta plataforma fue la de Shadow of the beast donde en esa época estaba experimentando con efectos de sonido más que con música.
Entre sus mejores composiciones destacan Shadow of the beast, Obliterator, Xenón, Speedball para Amiga y Glider Rider y Armagedon Man para Commodore 64. También compuso las melodías de  Bubble Bobble para Amiga. Muchas de sus composiciones han sido portadas a diversas plataformas como MSX y ZX Spectrum.
Como curiosidad , el sample 21 del Lazy Jones fue utilizado por Zombie Nation como base de su éxito dance "Kernkraft 400"